# Onthophagus rectilamina
Onthophagus rectilamina är en skalbaggsart som beskrevs av D'orbigny 1902. Onthophagus rectilamina ingår i släktet Onthophagus och familjen bladhorningar. Inga underarter finns listade i Catalogue of Life.